# Kacper Böhm
Kacper Böhm (Bem, Boehm) (ur. w 1784 w Pratulinie, zm. 18 marca 1829 w Warszawie) – kat warszawski.

## Życiorys
Urodził się w 1784 w Pratulinie w rodzinie Stefana, kata warszawskiego, i żony jego Marianny Marcjanny z d. Glińszczyńska. W 1793 rodzice przenieśli się do Warszawy, gdzie ojciec objął posadę mistrza sprawiedliwości. Pobierał nauki w szkołach prowadzonych przez pijarów oraz redemptorystów w kościele św. Benona.
W 1804 wyjechał do Berlina celem nauki w zawodzie lekarskim. Wstąpił do armii francuskiej, do korpusu gen. L.N. Davouta.
Brał udział w wojnie z Austrią w 13 pułku jazdy huzarów pod dowództwem płk. J. Tolińskiego.
W 1813 umarł jego ojciec i Kacper objął po nim stanowisko kata warszawskiego. Obowiązki pełnił do swojej śmierci – zmarł 18 marca 1829 i pochowany został obok swojego ojca na cmentarzu Powązkowskim.
Żonaty był z Antoniną Anną z d. Rosołowska, z którą miał siedmioro dzieci: Andrzeja Stefana, Jana Józefa, Juliana, Emilię Anastazję, Stefana Maksymiliana, Anatorię Kalistę i Konstancję Pelagię.